# Castello di Bicchignano
Das Castello di Bicchignano oder Castello di Veano, auch Castellone, Castellaccio oder Castellazzo genannt, ist die Ruine einer mittelalterlichen Höhenburg in Bicchignano, einem Ortsteil der Gemeinde Vigolzone in der italienischen Region Emilia-Romagna. Die Ruine liegt in dominanter Lage auf den ersten, hügeligen Ausläufern des Nuretals und nahm früher eine strategisch bedeutende Position im Verteidigungssystem der Familie Anguissola ein, die sich über das mittlere Val Trebbia und die benachbarten Talschaften bis in die Nähe der Stadt Piacenza ausdehnte.

## Geschichte
Die Burg wurde im Verlauf des 11. Jahrhunderts erstmals urkundlich erwähnt, als sie dem Kloster San Savino di Piacenza geschenkt wurde. Später gelangte sie in den Besitz der Familie Anguissola und wurde zu einem Eckstein ihres Verteidigungssystems. 1324 wurde sie Eigentum von Gandolfo Zanardi und 1404 war Bernabò Landi in Besitz der Burg; er ließ sie erweitern und befestigen.
Im Laufe des Januar 1513 wurde die Festung, die inzwischen der Apostolischen Liegenschaftsverwaltung gehörte, an den Grafen Ettore Scotti abgegeben, der sie an seine Söhne vererbte. 1527 kaufte Claudio Landi das Castello di Bicchignano und später kaufte es Zanardi Landi, der 1577 die feudale Investitur darin erhielt.
Im 18. Jahrhundert wurde die damals bereits aufgegebene Burg endgültig zur Ruine.
Im Zweiten Weltkrieg fanden dort Kämpfe zwischen den italienischen Partisanen und der deutschen Wehrmacht statt. Diese Kämpfe verursachten weitere Schäden an den Mauern.

## Beschreibung
Von der Konstruktion aus Flusskieseln, die mit einer Verkleidung aus Ziegelmauerwerk versehen war, blieben nur einige Reste erhalten, die jedoch noch als Beweise für die ursprüngliche strategische Bedeutung und die Großartigkeit der Festung dienen können. Das imposanteste Überbleibsel ist die Ruine des großen Turms, die mit einer hohen, angeschrägten Basis und langen Konsolen versehen ist, auf denen einst der Wehrgang verlief, alles typische Elemente der Architektur zu Zeiten der Sforzas.
Der Komplex hatte ursprünglich einen rechteckigen Grundriss und war an der westlichen und der östlichen Ecke mit Türmen versehen.